# August Kazimierz Sułkowski
August Kazimierz Sułkowski (* 15. November 1729 in Dresden; † 7. Januar 1786 in Leszno) war ein polnischer Politiker und General.

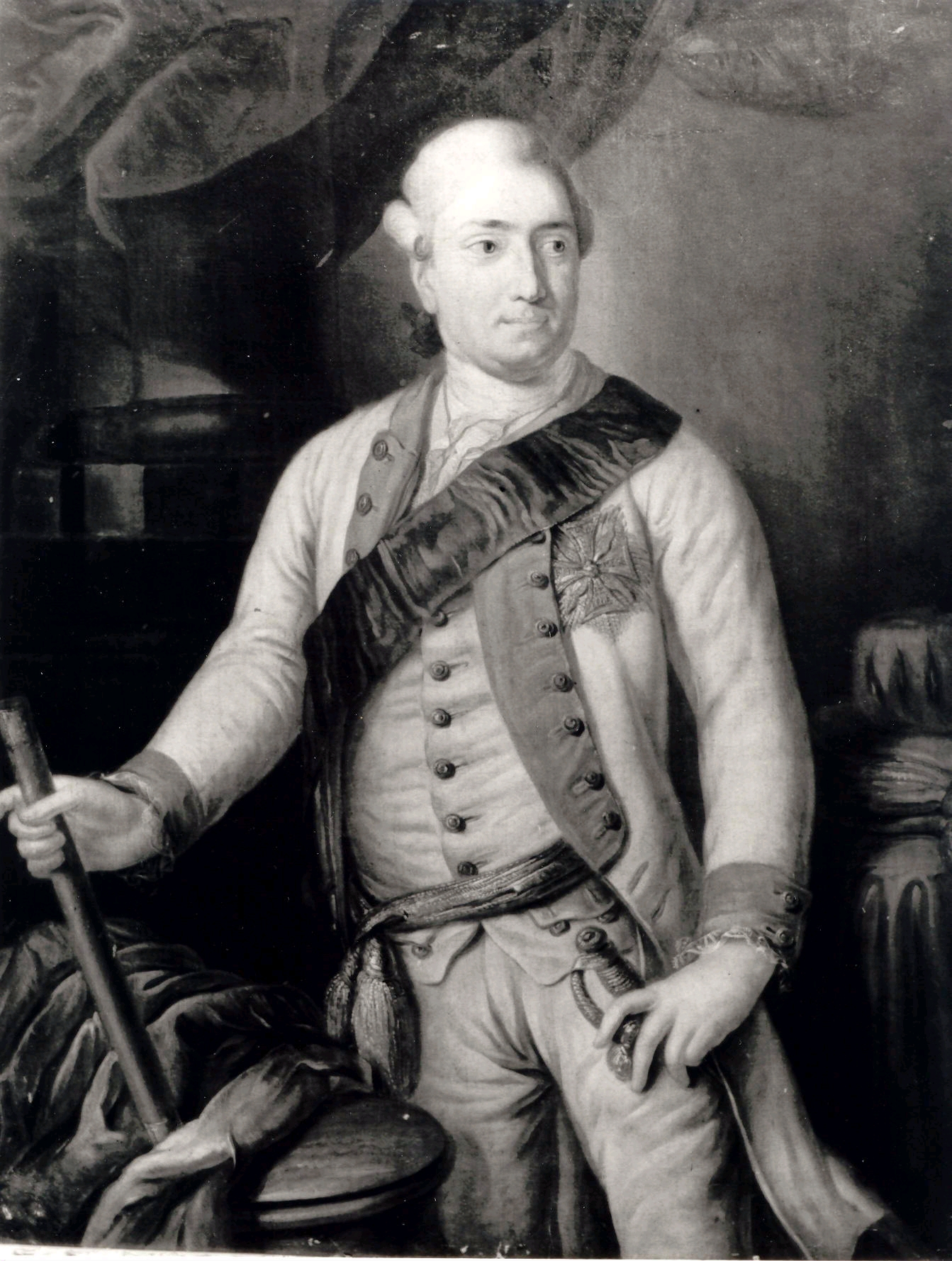
August Kazimierz Sułkowski

## Leben
Er stammte aus der polnischen Adelsfamilie Sułkowski. Sein Vater war der Minister und General Aleksander Józef Sułkowski. Seine Mutter war Maria Franziska, Freiin von Stein zu Jettingen. Er selbst heiratete 1766 Louise, Tochter des Großkämmeres von Litauen Johann Mniszech. Aus der Ehe gingen aber keine Kinder hervor. Er förderte stattdessen seinen Neffen Jozef Sułkowski, ehe er ihn wegen politischer Auseinandersetzungen enterbte.
Sulkowski folgte seinem Vater als Herzog von Bielitz in Oberschlesien. Er war außerdem Ordinat des aus Dank für die von der Familie Sulkowski für den polnischen Staat geleisteten Dienste errichteten Ordinats von Rydzyna.
Sulkowski kämpfte im Siebenjährigen Krieg gegen Preußen. Er war königlicher Kämmerer und Präsident des immerwährenden Rates. Zwischen 1775 und 1776 war er Marschall des Sejm. Des Weiteren war er kaiserlicher wirklicher geheimer Rat. Er war 1768 bis 1775 Woiwode von Gniezno, seit 1775 von Posen und seit 1778 Generalleutnant der Armee der Krone. Außerdem war er Kommandant des von ihm selbst aufgestellten Infanterieregiments. Er gründete verschiedene Militärschulen für arme Adelige. Neben seiner Tätigkeit für den polnischen Staat hat er auch regelmäßig Geld von Russland angenommen.
Er hat die von seinem Vater begonnene Erweiterung des Schlosses Rydzyna vollendet. Dieses stattet er im französischen Stil aus. Neben einem Theater verfügte es auch über eine Gemäldegalerie. Durch verschiedene Maßnahme versuchte er die wirtschaftliche Situation der Stadt Rydzyna zu verbessern. Er war auch der Gründer des Fideikommiss der Familie Sulkowski.